# Черниговская фабрика музыкальных инструментов
Черни́говская фа́брика музыка́льных инструме́нтов им. Па́вла По́стышева (укр. Черні́гівська фа́брика музи́чних інструме́нтів ім. П.П. По́стишева) — ныне не существующая музыкально-мебельная фабрика в Чернигове.

## История

### 1933 - 1991
Строительство фабрики началось в 1933 году и было завершено в 1934 году. Официальный пуск фабрики состоялся 8 ноября 1934 года.
Рядом в 1936 году построена мебельная фабрика. В 1938 директором фабрики был назначен Г. М. Говзман, он же после возвращения с фронта продолжил руководить в послевоенное время.
В ходе немецкой оккупации фабрика была разрушена, но после войны началось её восстановление. Первой послевоенной продукцией стали 550 детских музыкальных игрушек. Также, в 1945 году фабрика освоило производство мандолины, а в 1946 году - начала производство гитар.
До 1950 г. фабрика производила исключительно струнно-щипковые музыкальные инструменты, в 1950 году - при содействии специалистов Ленинградской фабрики музыкальных инструментов освоила производство пианино. 
В 1955 году был введён в эксплуатацию первый в СССР конвейер по сборке и настройке клавишных музыкальных инструментов — каждые 12 минут со 100-метровой конвейерной ленты сходило новое пианино., также в 1955 году фабрика освоила производство малогабаритного пианино. 
В 1956 году на базе фабрик музыкальных инструментов и мебельной создано объединение музыкально-мебельная фабрика. Производственные мощности увеличились, что позволило ввести в строй конвейер по выпуску механизмов пианино.
Также, в 1956 году был создан музей музыкальных инструментов.
В 1965 году производство пианино было увеличено до 25 000 штук в год.
В 1970 г. было произведено (штук): 26 300 пианино, 75 900 гитар, 16 500 балалаек, 1 500 бандур.
По состоянию на начало 1985 года на предприятии действовали 33 технологические линии, 3 автоматические линии, 8 механизированных поточных линий и 5 комплексно-механизированных участков. Фабрика выпускала 40 наименований продукции, в том числе пианино (26 тыс. шт. в год), щипковые инструменты (до 110 тыс. шт. гитар, бандур и балалаек в год), цимбалы, комплекты механики и клавиатуры для пианино, а также детские деревянные и музыкальные игрушки, изделия хозяйственно-бытового назначения и сувениры.

### После 1991
После провозглашения независимости Украины количество сотрудников уменьшилось с 1 600 до 68. 
В 2000 году фабрика была признана банкротом.
В сентябре 2016 года в помещениях бывшей музыкальной фабрики открыли швейную фабрику "Галант".